# Pere Anguera

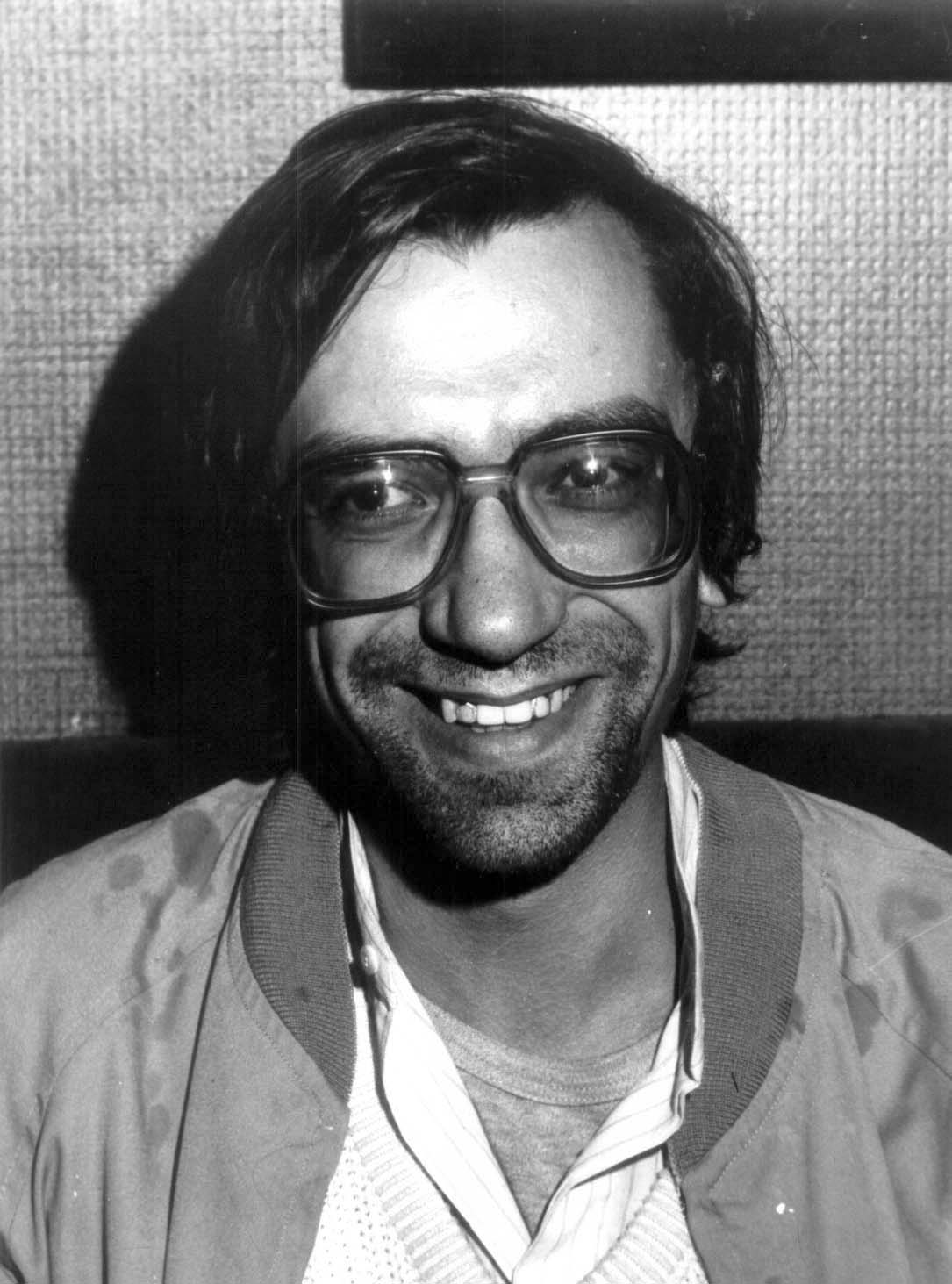
Anguera en la década de 1980

Pere Anguera Nolla (Reus, 18 de noviembre de 1953-Reus, 4 de enero de 2010) fue un historiador español considerado un experto en el siglo XIX y, específicamente, en los orígenes del catalanismo político y del carlismo. Estudió el carácter de precursor del primero otorgado al segundo.

## Biografía
Considerado un catalanista de izquierdas, estuvo implicado con el clandestino Partit Socialista d'Alliberament Nacional durante su juventud. Se licenció en Historia en la Universidad de Barcelona, donde se inició su inquietud por el carlismo y el catalanismo. Doctorado por la misma universidad (tesis: Idiología i societat al baix camp de 1868 a 1874 ). Fue profesor y, posteriormente,  catedrático de Historia Contemporánea en la tarraconense Universidad Rovira i Virgili. Durante los años 80 del siglo XX, formó parte del grupo de intelectuales que apostaron por líneas de renovación en temas culturales centrados en debates sobre la identificación ideológica del catalanismo y la caracterización social, surgidos a partir de la erradicación institucional del franquismo.
Fue un prolijo escritor, autor de artículos en diversas publicaciones como L'Avenç de la cual era miembro del consejo asesor. Fue autor de libros como El Priorat de la cartoixa d'Escaladei (1985), junto a Manuel Aragonès i Virgili, Déu, rei i fam. El primer carlisme a Catalunya (1995), El català al segle xix. De llengua del poble a llengua nacional (1997), Escrits polítics del segle xix. Tom I. Catalanisme cultural (1998), Literatura, pàtria i societat. Els intel·lectuals i la nació (1999), Els precedents del catalanisme (2000) o El general Prim, biografía de un conspirador (2003).  Colaboró o coordinó diversas obras colectivas como Història. Política, societat i cultura dels Països Catalans.